# Село имени Кирова (Джалал-Абадская область)
Имени Кирова (кирг. Киров) — село в Ноокенском районе Джалал-Абадской области Кыргызстана. Входит в состав Ноокатского айылного аймака.

## География
Село расположено в южной части области, на берегу реки Чорток-Сай, на расстоянии приблизительно 4 километров (по прямой) к юго-западу от села Масы, административного центра района. Абсолютная высота — 603 метра над уровнем моря.

## Население
Согласно оценочным данным Национального статистического комитета Кыргызской Республики, численность населения села на начало 2023 года составляла 2064 человека.
| год     | 2009 | 2014 | 2015 | 2020 | 2021 | 2023 |
| ------- | ---- | ---- | ---- | ---- | ---- | ---- |
| человек | 1390 | 1443 | 1529 | 1992 | 2012 | 2064 |